# Sous-location

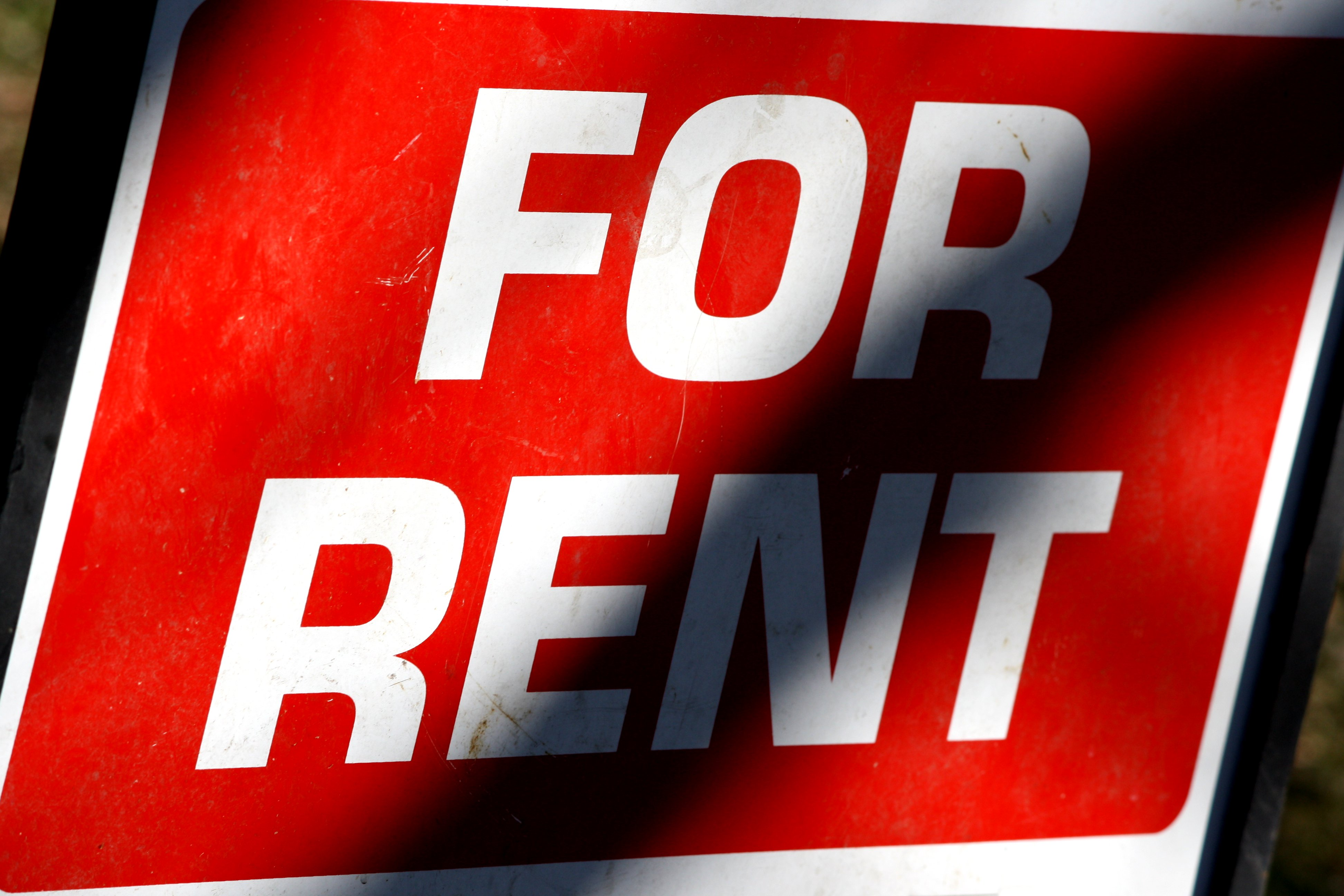
Panneau « à louer » en anglais.

La sous-location est l'action qui consiste pour un locataire à sous-louer son logement. Le locataire conçoit percevoir une rémunération pour qu'une tierce personne vienne habiter sa location pour une durée donnée.
La sous-location est une pratique qui connaît depuis plusieurs années un essor important. Popularisée grâce à des sites de réservation de vacances entre particuliers, la sous-location est aujourd'hui une tendance plus générale, notamment chez les étudiants.
Face à un marché immobilier rigide qui ne répond pas à un besoin de logement temporaire (dû aux multiples stages, échanges, césures ou programmes Erasmus) les étudiants ont de plus en plus recours à cette pratique pour conserver ou trouver un logement. La sous-location s'inscrit dans un contexte « d'économie collaborative » où l'échange, le partage et la simplicité sont les valeurs principales.

## Législation

### Belgique
En Belgique, la sous-location est autorisée si le locataire sous-loue une partie du logement et doit nécessairement rester habiter dans l'autre partie de sa résidence. 
Si ces deux conditions sont respectées, les règles suivantes s'appliquent pour le sous-locataire:
- La durée du bail de sous-location ne peut pas durer plus longtemps que le bail principal
- Le locataire doit prévenir son sous-locataire de l'étendue de ses droits
- Si le bailleur décide de mettre fin au contrat de location, le locataire a 15 jours pour en prévenir son sous-locataire.

Attention, si le locataire met fin au bail principal, il doit donner au sous-locataire un congé de 3 mois, remettre une copie du congé au bailleur, et payer une indemnité de trois mois de loyer au sous-locataire.

### France
En France, la sous-location est régie par l'article 8 de la loi du 6 juillet 1989: 
« Le locataire ne peut ni céder le contrat de location, ni sous-louer le logement sauf avec l'accord écrit du bailleur, y compris sur le prix du loyer. Le prix du loyer au mètre carré de surface habitable des locaux sous-loués ne peut excéder celui payé par le locataire principal.  En cas de cessation du contrat principal, le sous-locataire ne peut se prévaloir d'aucun droit à l'encontre du bailleur ni d'aucun titre d'occupation.  Les autres dispositions de la présente loi ne sont pas applicables au contrat de sous-location. »
En résumé, pour qu'une sous-location soit déclarée légale, le locataire doit :
- Informer le bailleur du logement et obtenir son accord écrit ;
- Fixer le loyer au même prix que celui payé au propriétaire du logement. Différentes charges peuvent cependant être ajoutées si le locataire continue de les payer à son nom au profit du sous-locataire : électricité, gaz, internet, téléphone, etc.

En complément de ces 2 règles le contrat écrit de sous-location, quoique non indispensable, est fortement conseillé et constitue une sécurité supplémentaire.
Le sous-locataire est éligible à l'aide au logement française (CAF) fournie par la caisse des allocations familiales. 
En France la loi prévoit donc que la sous-location ne s’inscrit pas dans une démarche de profit mais dans une démarche d’économie de loyer pour le locataire qui souhaite conserver son logement pendant une période d’absence.

### Québec
En droit québécois, les règles concernant la sous-location sont prévues aux articles 1870 à 1876 du Code civil du Québec.

### Royaume-Uni
Dans le Royaume-Uni, la sous-location (subletting) est autorisée pour les locataires mais nécessite le respect de certaines règles.
Les locataires ont l'obligation de prévenir leur propriétaire de leur intention de sous-louer et il est obligatoire de signer un contrat de bail (tenancy agreement)
Ce contrat de bail de sous-location donne les droits au sous-locataire de :
- Demander l'aide au logement pour payer son loyer
- Refuser toute augmentation de loyer
- Occuper le logement sereinement

### Suisse
En Suisse, la sous-location est régie par l'article 262 du Code des obligations :

« 1. Le locataire peut sous-louer tout ou partie de la chose avec le consentement du bailleur.

2. Le bailleur ne peut refuser son consentement que :
a. si le locataire refuse de lui communiquer les conditions de la sous-location;
b. si les conditions de la sous-location, comparées à celles du contrat de bail principal, sont abusives;
c. si la sous-location présente pour le bailleur des inconvénients majeurs.
3. Le locataire est garant envers le bailleur que le sous-locataire n’emploiera la chose qu’à l’usage autorisé par le bail principal. Le bailleur peut s’adresser directement au sous-locataire à l’effet de l’y obliger. »